# Koningsmolen

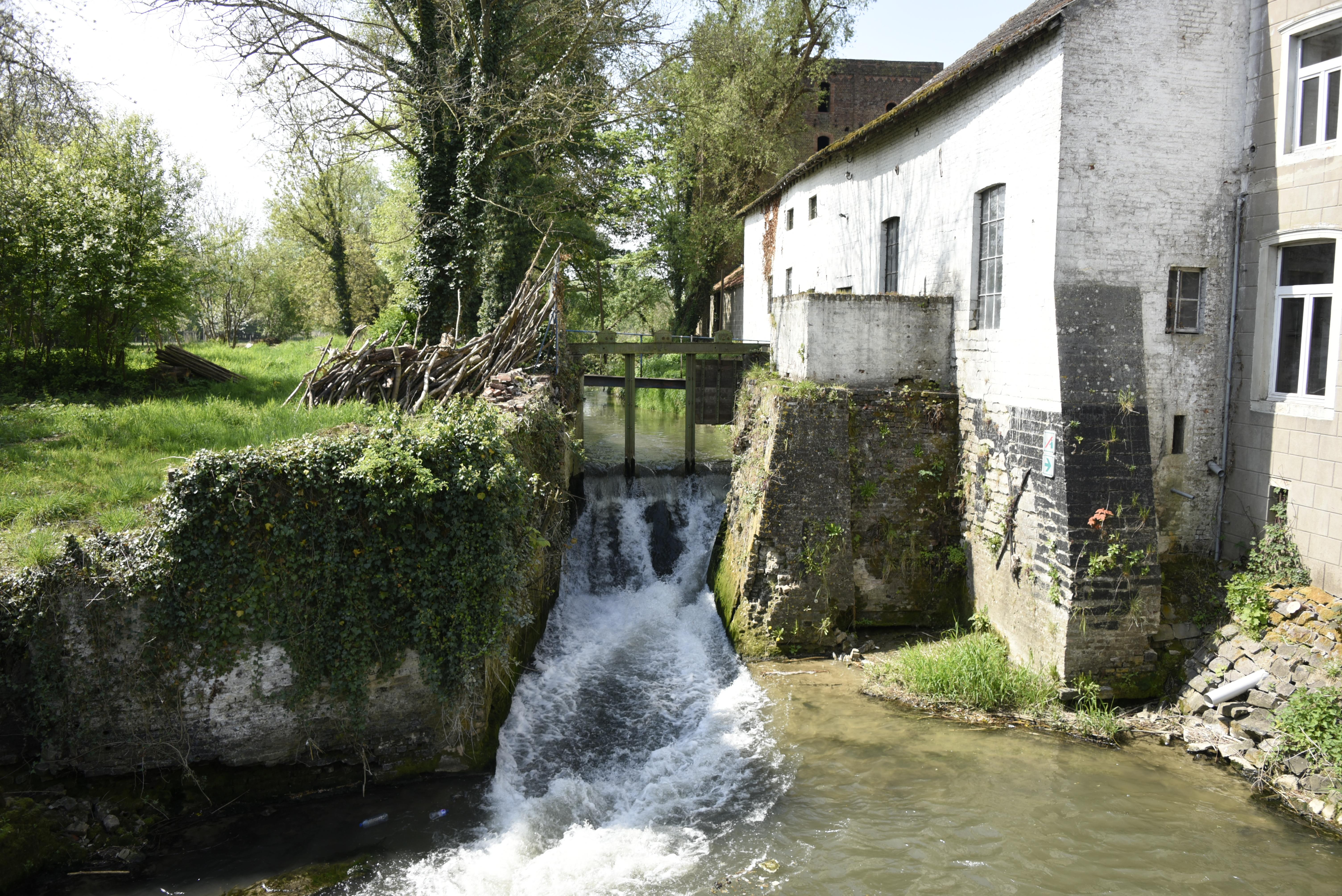
Koningsmolen

De Koningsmolen (ook:  's-Hertogenmolen) is een watermolen in de tot de Vlaams-Brabantse gemeente Landen behorende plaats Eliksem, gelegen aan de Brouwerijstraat 68.

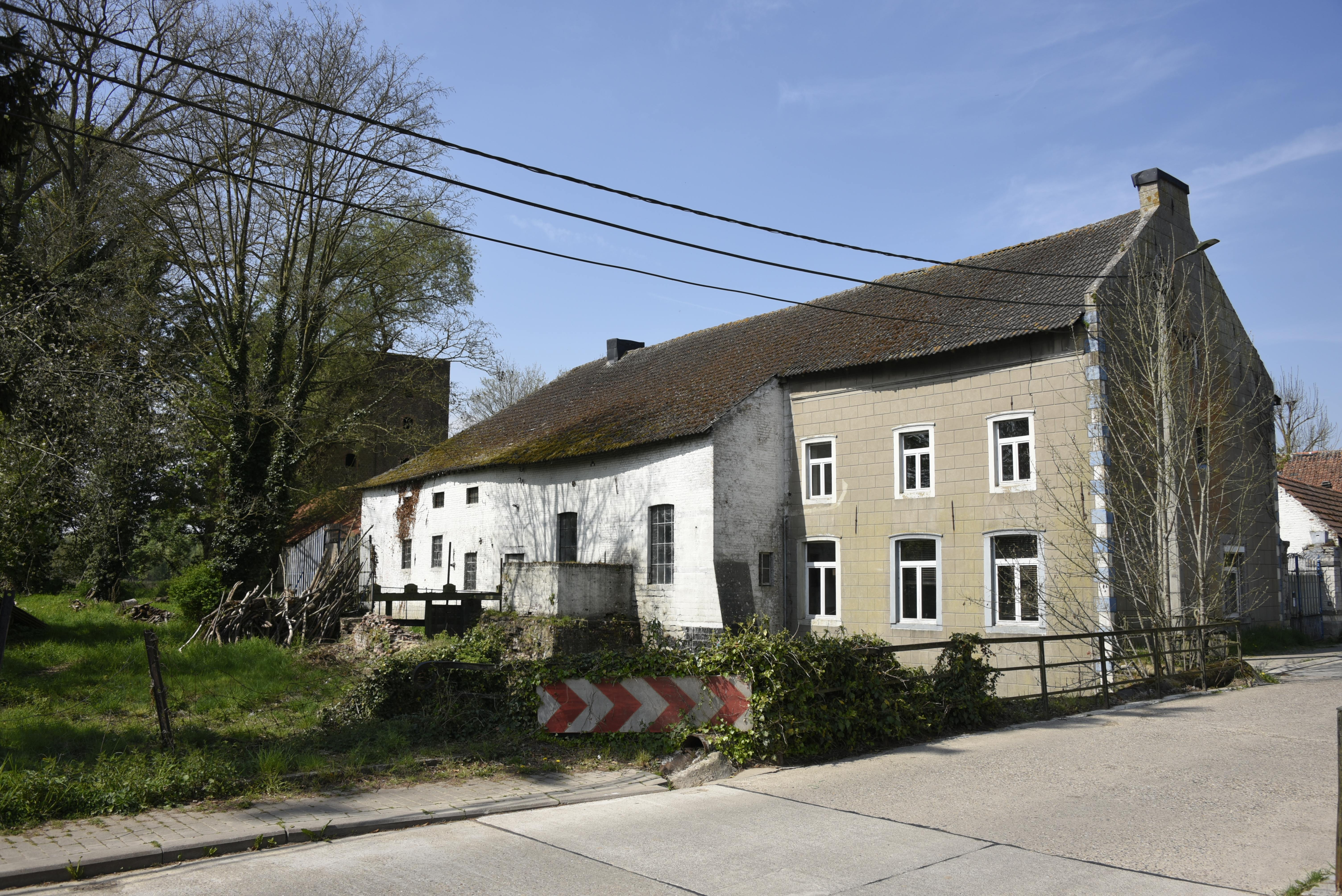
Koningsmolen

Deze turbinemolen op de Kleine Gete fungeerde als korenmolen.

## Geschiedenis
De molen, banmolen van de Hertog van Brabant, werd al vermeld in 1283. Het was een belangrijke molen. Hij werd in 1406 herbouwd in steen. In 1530 werd de bij de molen behorende houten brug, waarover tol werd geheven, vervangen door een stenen brug. De molen had te lijden van de oorlogen in de streek, en hij werd in 1602 in brand gestoken, later in de eeuw gebeurde dat nogmaals. Tijdens de Slag bij Eliksem (1705) werd de molen opnieuw vernield. In 1710 was hij hersteld.
Na 1775 werd op de tegenoverliggende oever een volmolen opgericht zodat er nu een dubbelmolen was. Het vollen werd na 1860 stopgezet ien in 1870 werd de volmolen gesloopt.
Het was de hereboer Léon Persoons die vanaf 1877 bij de Koningsmolen een brouwerij, een destilleerderij, een margarinefabriek (Margarine de Hesbaye) en een cichoreibranderij (Chicorée des Rois) oprichtte. De margarinefabriek werkte tot 1922 en de cichoreibranderij tot na de Tweede Wereldoorlog
In 1925 werd het waterrad vervangen door een Girard-turbine. In 1958 werd de maalderij stilgelegd. In 1999 werd de molen en omgeving, inclusief de cichorei-ast, beschermd als monument en dorpsgezicht. Ook kwam er een vispassage.